# Lola Gallardo
María Dolores "Lola" Gallardo Núñez (født 10. juni 1993) er en spansk fodboldspiller, der spiller som målmand for Olympique Lyonnais i Division 1 Féminine og for Spaniens kvindefodboldlandshold.
Hun har deltaget ved VM 2015 i Canada og VM 2019 i Frankrig, samt EM i fodbold for kvinder 2017 i Holland. Hun deltog også ved EM 2013 i Sverige, men var ikke i spil.